# Кадлубек (Мазовецьке воєводство)
Кадлубек (пол. Kadłubek) — село в Польщі, у гміні Сенно Ліпського повіту Мазовецького воєводства.
Населення — 140 осіб (2011).
У 1975-1998 роках село належало до Радомського воєводства.

## Демографія
Демографічна структура станом на 31 березня 2011 року:
|          | Загалом | Допрацездатний вік | Працездатний вік | Постпрацездатний вік |
| -------- | ------- | ------------------ | ---------------- | -------------------- |
| Чоловіки | 74      | 17                 | 53               | 4                    |
| Жінки    | 66      | 13                 | 31               | 22                   |
| Разом    | 140     | 30                 | 84               | 26                   |